# Дітріх фон Кейзерлінг
Дітріх фон Кейзерлінг (нім. Dietrich von Keyserlingk; 5 вересня 1713 — 19 листопада 1793) — курляндський державний діяч, старший радник, військовик, граф. Канцлер герцогства Курляндії і Семигалії (1759—1763). Представник німецького шляхетного роду Кейзерлінгів. Народився У Ноєнбурзі, Курляндія. Син обер-гауптмана Отто-Ернста фон Кейзерлінга й Марії-Сивілли фон дер Реке. Навчався у Кенігсберзькому (1732) і Єнському університетах (1733). Працював у канцелярії свого брата Германа фон Кейзерлінга, був разом із ним у Варшаві. Приєднався як волонтер до російського корпусу генерала Ласі (1735). Перебував на російській військовій службі, брав участь у російсько-турецькій війні (1736—1738), був ад'ютантом Ласі. Вислужився до звання підполковника і шефа Азовського драгунського полку (1738). Повернувшись до Курляндії працював у герцогському уряді. Займав посаду старшого єгермейстра (1738, 1744). Володів маєтками у Курляндії, Пруссії, Бранденбурзі. Удостоївся від польського короля Августа ІІІ звання камергера (1754) і чину таємного радника (1758). Був канцлером, але після повернення Ернста-Йоганна фон Бірона на герцогство вийшов у відставку (1763). Жив у Мітаві. Згодом поновився на державній службі. Як представник герцога Петера фон Бірона входив до курляндсько-російської комісії з визначення кордону, брав участь в укладанні курляндсько-російської конвенції (1783). Отримав титул графа від прусського короля Фрідріха-Вільгельма ІІ (1786). Кавалер орденів святого Іоанна Єрусалимського, Білого орла, Станіслава і Анни. Помер у Мітаві.

## Нагороди
- Орден Святого Іоанна Єрусалимського[1]
- Орден Білого Орла[1]
- Орден святого Станіслава[1]
- Орден святої Анни[1]

### Довідники
- Keyserlingk, Dietrich v. // Deutschbaltisches biographisches Lexikon 1710–1960. Köln-Wien, 1970, S. 375.
- Genealogisches Handbuch der baltischen Ritterschaften. Teil 3-1: Kurland. Görlitz, 1930. Band I, S. 120 f.., 132;
- Kurl. Ritt. XVI/5; R/N u. Nachtr.
- Otto, Univ. Königsberg
- Räder, W. Die Juristen Kurlands im 18. Jahrhundert. Posen: W. F. Häcker, 1942.
- Seraphim, Kurl., 211, 215, 219, 314, 327
- H. D(iederichs), Aus dem Leben des Gf. D. K. // Baltische Monatsschrift. 40 (1903), 50725, 579-95